# Culture Paleo-artiche
Per culture paleo-artiche, anche indicate come tradizione paleo-artica, (in inglese American Paleo-Arctic tradition - APA),  si intende in archeologia un insieme ben documentato di culture dei primi abitanti dell'Artico nordamericano. Esse risalgono alla prima fase Arcaica della Preistoria americana nel periodo 8000-5000 a.C. successivo all'ultima glaciazione. Le aree interessate da queste culture comprende l'Alaska, il sud-ovest del territorio dello Yukon e il nord-ovest della Columbia Britannica.
La tradizione paleo-artica fu inizialmente definita dall'archeologo americano Douglas Anderson nel 1970 sulla base degli studi da lui effettuati in numerosi siti dell'Alaska. Questa terminologia fu successivamente utilizzata per comprendere anche altre culture quali ad esempio il Denali Complex, la tradizione Beringian e la tradizione Athapaskan, che vengono considerate una sorta di regionalizzazioni locali di una matrice comune.
Le culture paleo-artiche americane sembrano avere la loro origine in culture della Siberia Orientale, ed in particolare della cultura Dyuktai e della successiva cultura Sumnagin che nell'ultimo pleistocene hanno attraversato lo stretto di Beringia diffondendosi in Alaska.
Queste culture sono note per la loro produzione litica: microlame, piccoli nuclei a forma di cuneo, piccoli bifacciali e raschiatoi.
Importanti siti in Alaska comprendono: Onion Portage presso Amber nell'Alaska nord-occidentale, Trail Creek Caves nella penisola di Seward, Dry Creek lungo il fiume Nenana presso il parco nazionale di Denali, Swan Point nella valle del fiume Tanana, ad altri vari siti sulle Brooks Range.